# Augustinermuseum Rattenberg
Augustinermuseum Rattenberg je rakouské muzeum ve městě Rattenberg v Tyrolsku. Je umístěno v bývalém klášteře augustiniánů.

## Historie
Klášter založil v roce 1385 tehdejší držitel Rattenbergu Johann Kummersbrucker. Prvořadé poslání kláštera bylo duchovní, ale sloužil též jako okázalé místo posledního odpočinku zakladatele a jeho manželky Anny von Castelbarco. Klášter byl osídlen mnichy z Mnichova, neboť panství v té době patřilo Bavorsku. Z původní gotické stavby, dokončené v roce 1410, se do dnešní doby dochovaly pouze zbytky obvodových zdí klášterního kostela. Dnešní komplex je kombinací gotiky a baroka, neboť během staletí docházelo z důvodu četných katastrof k nutným opravám a přestavbám. Kromě požárů byly pro klášter největší pohromou záplavy způsobené rozvodněním Innu, které až do 20. století Rattenberg pravidelně postihovaly.
Klášter během existence navštívily či v něm byly činné tak významné osobnosti jako Martin Luther nebo teolog a spisovatel Abraham a Santa Clara. Josefínské reformy na konci 18. století znamenaly velký zásah do existence kláštera a vedly nakonec k jeho převzetí řádem servitů v roce 1817. V roce 1971 byl klášter uzavřen.

## Dějiny muzea
Na počátku 80. let 20. století se klášterní komplex nacházel v neutěšeném stavu. Kostel a věž hrozily zřícením. Předtím, než mohlo dojít k záchraně komplexu, bylo nutné najít jeho následné využití. Tak vznikla myšlenka na zřízení muzea. Záchranné práce započaly v roce 1985 a trvaly 8 let. 1. května 1993 byl celý komplex s restaurovaným kostelem, křížovou chodbou, kaplemi a ostatními prostory otevřen jako Augustinermuseum Rattenberg. Název upomíná na bývalé určení objektu. Muzeum se zaměřuje na místní region s důrazem na církevní památky. Již v roce 1994 bylo muzeum oceněno Cenou rakouských muzeí a v roce 2002, jako první tyrolské muzeum, získalo Rakouskou muzejní pečeť (Österreichische Museumsgütesiegel) Mezinárodní rady muzeí. V letech 2005 a 2010 pak cenu Muzeum Tyrolska.

## Expozice
Exponáty pocházejí převážně z farností Tyrolska, které patří do Salcburské arcidiecéze, a poskytují přehled o umění, historii a kultuře tohoto regionu. Muzeem je chápán celý komplex, tedy původní klášterní kostel, pozdně gotická kaple Hofer-Kapelle, barokní kaple Ecce Homo, křížová chodba i bývalé pokoje mnichů a tam všude jsou exponáty umístěny. Jsou rozděleny do pěti tematických skupin – gotické plastiky, oltářní předměty, ornáty, umění baroka a 19. století, lidové náboženské umění a architektonické exponáty (klášterní kostel a kostelní věž).